# Homogenic Tour
L'Homogenic Tour è stata una tournée della cantante islandese Björk, incentrata sul suo album Homogenic.
Il tour è partito il 2 novembre 1997 dal Belgio e si è concluso nel gennaio 1999 a Reykjavík (Islanda).

## Canzoni eseguite
1. Visur Vatnsenda-Rosu
2. Hunter
3. Headphones
4. Come to Me
5. Venus as a Boy
6. All Neon Like
7. You've Been Flirting Again
8. Isobel
9. Possibly Maybe
10. 5 Years
11. Immature
12. I Go Humble
13. Play Dead
14. Alarm Call (Radio Edit)
15. Human Behaviour
16. Bachelorette
17. Hyperballad
18. Violently Happy
19. Pluto
20. So Broken
21. All Is Full of Love
22. The Anchor Song
23. Jóga

## Concerti
La prima parte del tour si è svolta in Europa con tappe in Belgio, Paesi Bassi, Italia (a Firenze il 7 novembre 1997), Svizzera, Francia, Inghilterra, Scozia, Irlanda, Germania, Danimarca e Svezia fino al 22 novembre 1997.
Il tour è ripreso dal Canada (2 concerti) nel maggio 1998 ed è proseguito negli Stati Uniti (7 concerti) nel corso dello stesso mese.
Il 6 giugno 1998 l'artista ha fatto ritorno in Francia, prima di continuare le nuove tappe europee che hanno visto coinvolte Repubblica Ceca, Austria, Germania, Finlandia, Norvegia, Belgio, Svizzera, Turchia e Italia (a Fano il 19 luglio 1998).
Il 1º agosto 1998 l'artista si è esibita a Tokyo (Giappone).
Altre tre date europee (in Danimarca, Spagna e Svezia) vi sono state nello stesso mese di agosto 1998.
Le tappe sudamericane, anch'esse tenutesi nel mese di agosto 1998, hanno visto coinvolti Brasile, Cile e Argentina.
Tra il 25 novembre ed il 2 dicembre 1998 l'artista si è esibita con quattro concerti in Inghilterra.
Il tour si è concluso ufficialmente con due date a Reykjavík (Islanda) il 5 e 6 gennaio 1999.